# Hernia estrangulada
Una hernia estrangulada es la más frecuente y grave complicación de una hernia, que si no se trata puede llegar a la muerte. La gravedad se debe a dos hechos: a la oclusión intestinal y a la posterior necrosis.

## Formación
El asa intestinal contenida en el saco va a estar comprimida impidiendo el paso del bolo alimenticio y de los jugos digestivos.
Se produce una compresión venosa y una exudación intestinal que hace que se produzca edema del asa. Éste aumenta de tamaño hasta que comprime los vasos arteriales produciendo isquemia y necrosis intestinal.

## Síntomas
- Tumoración dura, dolorosa e irreductible.
- Náuseas y vómitos.
- Ausencia de emisión de gases y heces produciendo obstrucción intestinal.
- Empeoramiento del estado general: fiebre, taquicardia, deshidratación, irritación peritoneal y shock.

## Tratamiento
Consiste en una intervención quirúrgica de urgencia y reposición hidroelectrolítica.